# 梁喬
梁喬（1465年—？），字遷之，福建汀州府上杭縣人，民籍，明朝政治人物。

## 生平
弘治五年（1492年）壬子科福建鄉試第八十五名舉人。弘治十五年（1502年）中式壬戌科會試第一百四十一名，二甲第七十六名進士。

## 家族
曾祖梁至善；祖父梁朗；父梁時衡，母曾氏。慈侍下。